# Schwalmere
La Schwalmere est un sommet des Alpes bernoises qui culmine à 2 777 mètres d'altitude, dans le canton de Berne. Le sommet du Schwalmere est un tripoint formé par la rencontre des limites communales de Lauterbrunnen, Reichenbach im Kandertal et Aeschi bei Spiez.